# Gösta Svenn
Gösta Peter Svenn, född 15 april 1962, är en svensk översättare. Han översätter såväl fack- som skönlitteratur från engelska, norska, danska och ryska. Svenn är också en stark schackspelare, svensk juniormästare 1976 och distriktsmästare i Göteborg 1984, 1990 och 1993.
Sedan 2003 översätter han ofta ihop med hustrun Helena Sjöstrand Svenn, född 1 februari 1969, som översätter från engelska och danska.

## Översättningar (urval)
- Ari Behn: Trist som fan: berättelser (Trist som faen) (Lindelöw, 2001)
- Irina Denezjkina: Ge mig!: sånger för älskande (Daj mne!) (Forum, 2004)
- Minette Walters: Ett förvridet sinne (Disordered minds) (översatt tillsammans med Helena Sjöstrand Svenn) (Bonnier, 2004)
- Frederick Forsyth: Kobran (The cobra) (översatt tillsammans med Helena Sjöstrand Svenn) (Bonnier, 2011)
- Susanne Staun: Dödens rum (Døderummet) (översatt tillsammans med Helena Sjöstrand Svenn) (Lind & Co, 2012)
- Roddy Doyle: Mary, spöket och resan genom natten (A greyhound of a girl) (översatt tillsammans med Helena Sjöstrand Svenn) (Alfabeta, 2013
- Dan Brown: Den förlorade symbolen (The lost symbol) (översättare: Leo Andersson, Ola Klingberg, Tove Janson Borglund, Lennart Olofsson, Peter Samuelsson, Gösta Svenn och Helena Sjöstrand Svenn) (Bonnier, 2009)